# Kikutnice
Kikutnice (Pycnogonida, „pycno” – ścisłe pakiety, „gonid” – gonidia), zwane także Pantopoda lub „morskimi pająkami” – kosmopolityczna gromada stawonogów, występująca zwłaszcza w basenie Morza Śródziemnego, Morza Karaibskiego, a także Oceanów Arktycznego i Antarktycznego. Istnieje ponad 1300 znanych gatunków, których rozmiary wahają się od 1 mm do ponad 90 cm u gatunków głębinowych. Większość z żyjących w płytkich wodach ma małe rozmiary, jednak niektóre osobniki w Oceanie Antarktycznym mogą być bardzo duże.
Chociaż kikutnice nie są w rzeczywistości pająkami ani nawet pajęczakami, tradycyjnie zaliczane są do szczękoczułkowców (Chelicerata), co umieszcza je bliżej pająków, niż owadów czy skorupiaków. Jednak (co jest przedmiotem sporu) badania genetyczne sugerują, że Pycnogonida mogą być pierwotną grupą siostrzaną dla wszystkich innych żyjących stawonogów.

## Opis

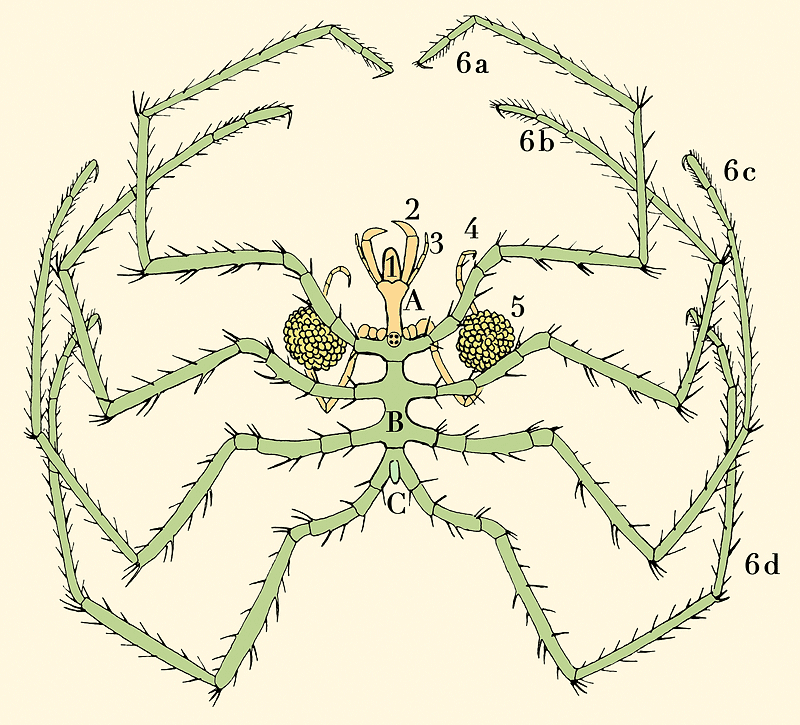
Anatomia pycnogonid: A: głowa; B: tułów; C: odwłok 1: trąba; 2: chelifory; 3: paply; 4: ovigers (przydatki); 5: torby z jajami; 6a – 6d: cztery pary nóg

Morskie pająki mają długie nogi, natomiast reszta ciała jest bardzo niewielka. Liczba odnóży krocznych wynosi zwykle osiem (cztery pary), ale występują gatunki posiadające pięć lub sześć par. Ze względu na niewielkie rozmiary ciała i odnóży nie potrzebują układu oddechowego – wymiana gazowa zachodzi na zasadzie dyfuzji. Ssawka pozwala im wysysać składniki odżywcze z bezkręgowców, a ich przewód pokarmowy ma uchyłki wnikające w odnóża.

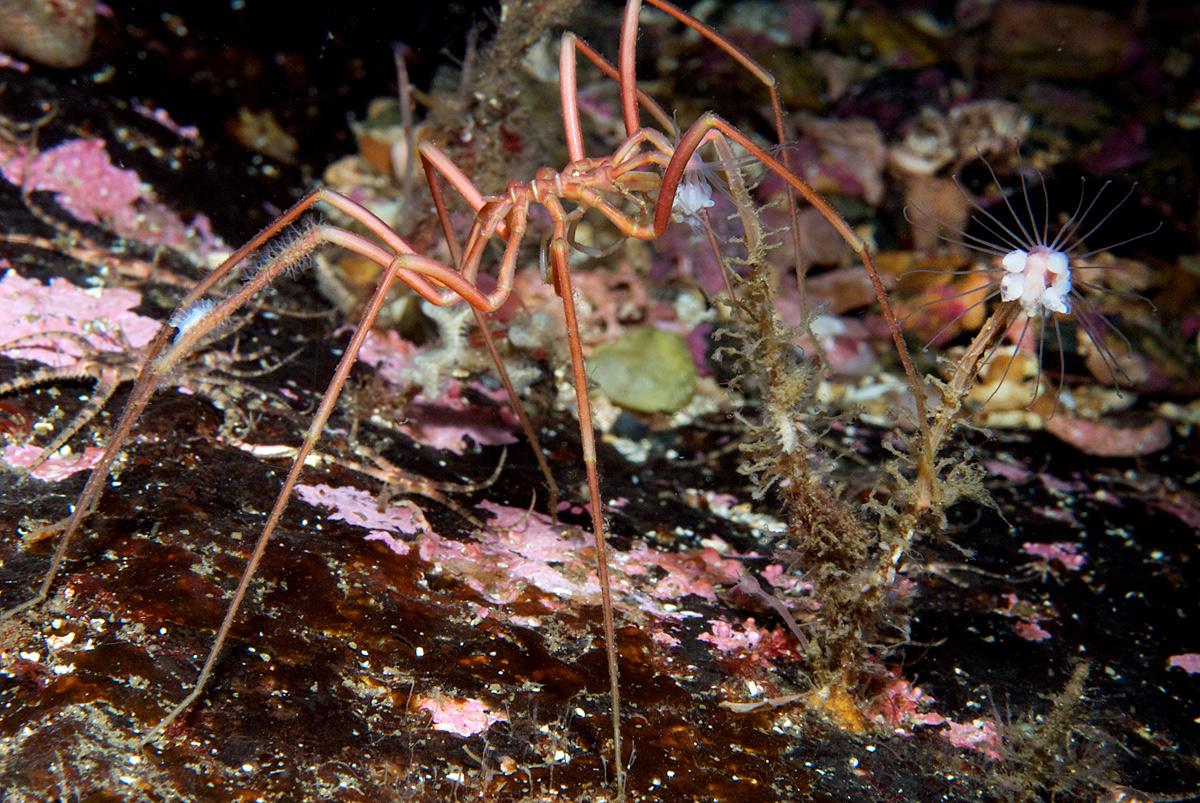
Kikutnica żerująca na hydroidzie

Pycnogonida są tak małe, że każdy z ich drobnych mięśni składa się tylko z jednej komórki otoczonej tkanką łączną. Przednia część składa się z ssawki, która ma dość ograniczony grzbieto-brzuszny i boczny ruch, oraz trzech do czterech przydatków – w tym ovigers, które są używane w pielęgnacji młodych, ochrony jaj i czyszczenia, a także zalotów. U niektórych gatunków pedipalpi i ovigers mogą być zredukowane lub nie występować u osobników dorosłych. U tych rodzajów, u których szczękoczułki i pedipalpi nie występują, ssawka jest dobrze rozwinięta, bardziej ruchoma i elastyczna, często wyposażona w liczne włoski czuciowe i fałd otaczający otwór gębowy. Ostatni segment obejmuje odbyt i guzek, który jest położony grzbietowo.
Kikutnice mają od czterech do sześciu par odnóży krocznych, a także przydatki, które często przypominają odnóża. Głowotułów i o wiele mniejszy odwłok tworzą bardzo zredukowane ciało, które ma do dwóch par prostych oczu położonych grzbietowo na niewapiennym szkielecie zewnętrznym, Oczy mogą zanikać, zwłaszcza u gatunków żyjących w głębokich oceanach. Na odwłoku nie ma przydatków; u większości gatunków jest on zredukowany i występuje w postaci szczątkowej. Organy szczękoczułkowca rozciągają się na wiele przydatków, ponieważ ciało jest za małe by pomieścić je wszystkie.
Morfologia morskiego pająka tworzy bardzo dobrze dopasowany stosunek powierzchni do objętości ciała dla respiracji poprzez dyfuzję. Najnowsze badania świadczą o tym, że produkty przemiany materii opuszczają organizm przez przewód pokarmowy (może być utracony podczas linienia). Małe, długie, cienkie serce bije energicznie w 90 do 180 uderzeń na minutę wytwarzając duże ciśnienie; układ krążenia jest otwarty. Układ nerwowy składa się z mózgu, który połączony jest z dwoma nerwami rdzeniowymi, które z kolei łączą się z kolejnymi nerwami.

### Rozmnażanie i rozwój
Wszystkie gatunki kikutnic są rozdzielnopłciowe, z wyjątkiem jednego, który jest obojnaczy. Samice posiadają parę jajników, samce – parę jąder zlokalizowanych grzbietowo do układu pokarmowego. Do zapłodnienia (zewnętrznego) zachodzi po krótkich zalotach. Tylko samce opiekują się złożonymi jajami i młodymi.
Larwa ze ślepo zakończonym jelitem składa się jedynie z głowy i trzech par przydatków głowowych: szczękoczułek, pedipalpi i ovigers. Odwłok i tułów z ich przydatkami rozwijają się później. Według jednej z teorii odzwierciedla to rozwój wspólnego przodka wszystkich stawonogów – początek życia jedynie z parą przydatków służących do odżywiania się i dwóch par służących do przemieszczania się, a nowe segmenty i ich przydatki pojawiają się w miarę wzrostu organizmu.
Zostały opisane co najmniej cztery typy larwy: typowa larwa protonymphon, larwa otorbiona, nietypowa larwa protonymphon i przyczepiająca się larwa. Larwa typu protonymphon występuje najczęściej, żyje swobodnie i stopniowo dojrzewa. Larwa otorbiona to pasożyt, który wylęga się z jaj i poszukuje gospodarza w postaci kolonii polipów, gdzie zakopuje się, otorbia i nie opuszcza żywiciela dopóki nie przemieni się w młodego osobnika. Niewiele wiadomo na temat rozwoju atypowych larw protonymphon.
Dorosłe Pycnogonida są organizmami wolno żyjącymi, choć larwy i młode żyją na zewnątrz lub wewnątrz tymczasowych gospodarzy (wieloszczety, małże). Po przyczepieniu się larwy i po wylęgnięciu się nadal wygląda jak embrion i natychmiast przyczepia się do odnóżach (ovigers) ojca, gdzie pozostaje, dopóki nie przeistoczy się w małego i młodego osobnika z dwoma lub trzema parami odnóży krocznych, gotowych do wolnego życia.

## Rozmieszczenie i ekologia

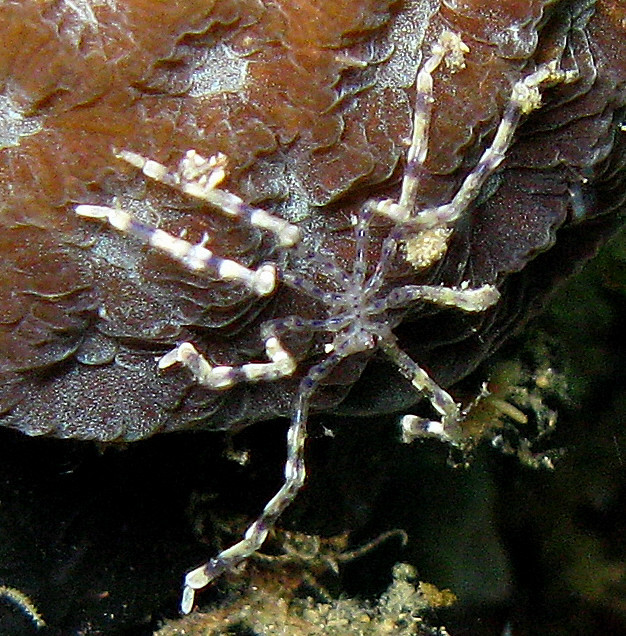
Kikutnica w naturalnym środowisku

Kikutnice spotyka się we wszystkich strefach mórz i oceanów, w wielu różnych częściach świata, od Australii, Nowej Zelandii, pacyficznych wybrzeży USA, w Morzu Śródziemnym i w Morzu Karaibskim, a także na obu biegunach. W głębszych częściach południowego Bałtyku występuje kikutnica czerwona (Nymphon rubrum).
Większość przedstawicieli tej gromady żyje w płytkich wodach, ale zdarzają się okazy bytujące na głębokości nawet 6800 metrów. Występują także w morskich i przyujściowych środowiskach. Kikutnice dobrze kamuflują się pod kamieniami i wśród glonów, które znajdują się wzdłuż linii brzegowej.
Pająki morskie albo poruszają się wzdłuż dna za pomocą szczudłowatych odnóży, albo pływają tuż ponad dnem używając ruchu odrzutowego. Większość z nich jest mięsożerna i żywi się parzydełkowcami, gąbkami, wieloszczetami i mszywiołami. Pająki morskie zwykle są drapieżnikami lub padlinożercami. Często atakują swoją ssawką (długi wyrostek używany do trawienia i wysysania pożywienia) ukwiały i wysysają pokarm. Ukwiały, duże w porównaniu do drapieżnika, prawie zawsze przeżywają atak.

## Klasyfikacja
Gromada Pycnogonida obejmuje ponad 1300 gatunków. Prawidłowa taksonomia grupy jest niepewna i wydaje się, że nie ma spójnej listy rzędów. Odpowiednio – rodziny wymienione są w taxobox’ie, wszystkie są uważane za część jednego rzędu Pantopoda.
Pająki morskie długo były uważane za grupę przynależącą do szczękoczułkowców (Chelicerata) razem ze skrzypłoczem i pajęczakami, do których zalicza się pająki, roztocza, kleszcze, skorpiony, kosarze.
Inna teoria sugeruje, że posiadają swój własny rodowód, inny od szczękoczułkowców, skorupiaków, wijów czy owadów. Powodem tego jest to, że przydatki – nazywane cheliforami – są unikalne wśród istniejących stawonogów i nie są homologiczne do chelicer, jak wcześniej zakładano. Zamiast rozwijać się od deutocerebrum, można je zaliczyć do protocerebrum – przedniej części mózgu stawonogów w pierwszym segmencie głowowym, skąd u wszystkich innych stawonogów rozwijają się tylko oczy. Takie zjawisko nie zostało zaobserwowane u żadnych innych stawonogów z wyjątkiem niewielu skamieniałości takich jak Anomalocaris, wskazując, że Pycnogonida mogą być siostrzaną grupą dla wszystkich innych żywych stawonogów, które wyewoluowały od ostatniego wspólnego przodka, który stracił przydatki proticerebralne. Jeśli to się potwierdzi, oznaczać to będzie, że pająki morskie są ostatnimi z pozostałych przy życiu (bardzo zmodyfikowanymi) członkami starożytnej macierzystej grupy stawonogów, która mieszkała w kambryjskich oceanach. Jednak kolejne badania z użyciem „Hox gene” formy ekspresji zgodnej z rozwojem homologii między szczękoczułkowcami i chelifores, z cheliforami unerwionymi z deuterocerebrum, które zostały obrócone w przód; w ten sposób klad protocerebralny Wielki Przydatek nie zalicza się do Pycnogonida.
Najnowsze prace umiejscawiają Pycnogonida poza Arachnomorpha jako bazalne Euarthropoda lub wewnątrz Chelicerata (na podstawie domniemanej homologii chelifory-chelicery)..

## Skamieniałości
Chociaż znaleziono mało skamieniałości kikutnic, jest pewne, że posiadały celomę, którą później utraciły, i że grupa jest bardzo stara.
Najwcześniejsze znane skamieniałości – kambryjskie „Orsten” ze Szwecji, sylurskie Wenlock Series z Anglii i dewońskie Hunsrück Slate. Niektóre z tych okazów są ważne – posiadają dłuższy „tułów” za odwłokiem i u dwóch skamieniałości ciało kończy się w ogonie – jest to coś, co nie występuje u żyjących pająków morskich.
W 2007 r. znaleziono niezwykle dobrze zachowane skamieniałości w La Voulte-sur-Rhône, na południe od Lyonu w południowo-wschodniej Francji. Naukowcy z Uniwersytetu w Lyonie odkryli około 70. skamieniałości trzech wymarłych gatunków w Jurajskiej Lagerstätte La Voulte mającej 160 milionów lat. Znalezisko pomoże wypełnić ogromną lukę w historii tych stworzeń.

## Systematyka
Opisano dotychczas ok. 1150 współcześnie żyjących gatunków kikutnic, które grupuje się w 11 rodzin zaliczanych do rzędu Pantopoda Gerstäcker, 1863:
- Ammotheidae (ok. 280 gatunków)
- Austrodectidae (ok. 55 gatunków)
- Callipallenidae (ok. 50 gatunków)
- Colossendeidae (ok. 55 gatunków)
- Endeididae (ok. 20 gatunków)
- Nymphonidae (ok. 260 gatunków)
- Pallenidae (ok. 60 gatunków)
- Phoxichilidiidae (ok. 220 gatunków)
- Pycnogonidae (ok. 60 gatunków)
- Rhynchothoracidae (ok. 20 gatunków)
- Tanystylidae (ok. 50 gatunków)

Gatunki wymarłe zgrupowano w rzędach:
- †Nectopantopoda
- †Palaeoisopoda
- †Palaeopantopoda